# Gripsholm (transatlantico 1957)
Il Gripsholm è stato un transatlantico combinato nave da crociera, poi pura crociera, costruito nel 1957 da Gio. Ansaldo & C., Genova, Italia per la Swedish American Line per l'uso nel traffico transatlantico da Göteborg a New York e per le crociere a lunga distanza.

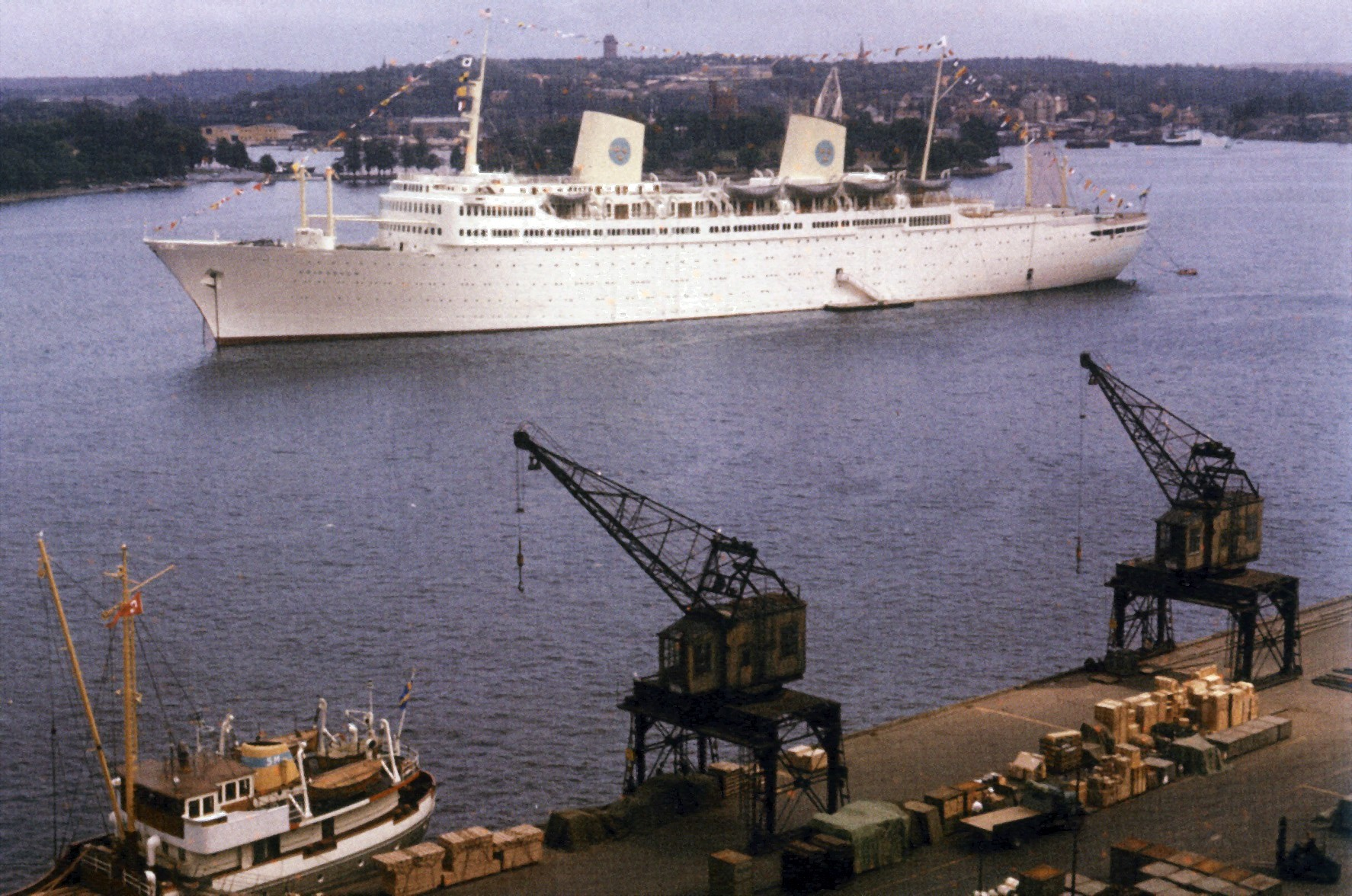
Il Gripsholm nel 1958

Nel 1971 fu disarmata per 3 mesi a Göteborg, trasformata in una pura nave da crociera, ponendo così fine alla sua carriera transatlantica.
Nel 1975 fu venduta alla Karageorgis Lines, che la ribattezzò Navarino e la impiegò sulle rotte del Mediterraneo fino al 1981, quando si danneggiò dopo essersi incagliata al largo di Patmo.
Dopo alcune difficoltà di riparazione, nel 1984 la nave divenne la prima nave della neonata Regency Cruises; fu rinominata Regent Sea. Nel 1995, la Regency fallì e la Regent Sea fu venduta all'asta alla United States American Cruise Line, che iniziò una conversione in una nave casinò, ma che non fu mai completata a causa del fallimento del nuovo proprietario.

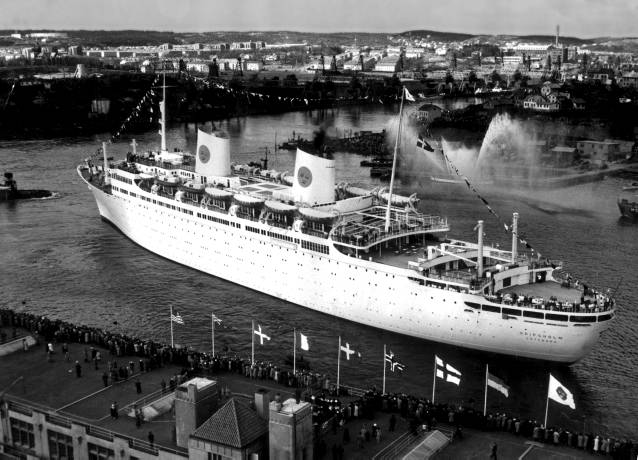
Il Gripsholm nel 1957

All'inizio del 2001 la nave fu venduta come rottame e iniziò un viaggio al traino verso i demolitori in India. Un piano svedese per trasformarla in una nave albergo a Stoccolma incontrò la resistenza dei residenti,  nel frattempo (giugno) la nave venne saccheggiata dai pirati mentre si trovava a Dakar. Il 12 luglio dello stesso anno, il relitto affondò in mare agitato al largo della baia di Algoa in Sudafrica.